# بوچ
بوچ (به لهستانی:  Bucz) یک روستا در لهستان است که در گمینا پژمنت واقع شده‌است. بوچ ۸۶۵ نفر جمعیت دارد.